# Josefstädter Straße
 (mai 2024).
Si vous disposez d'ouvrages ou d'articles de référence ou si vous connaissez des sites web de qualité traitant du thème abordé ici, merci de compléter l'article en donnant les références utiles à sa vérifiabilité et en les liant à la section « Notes et références ».
Josefstädter Straße, est une avenue de Vienne en Autriche.

## Situation et accès
Située dans le quartier viennois de Josefstadt, elle relie la Zweierlinie (de) au Gürtel.

## Origine du nom
La rue Josefstädter Straße tire son nom du faubourg de Josefstadt, qu'elle traverse.

## Historique

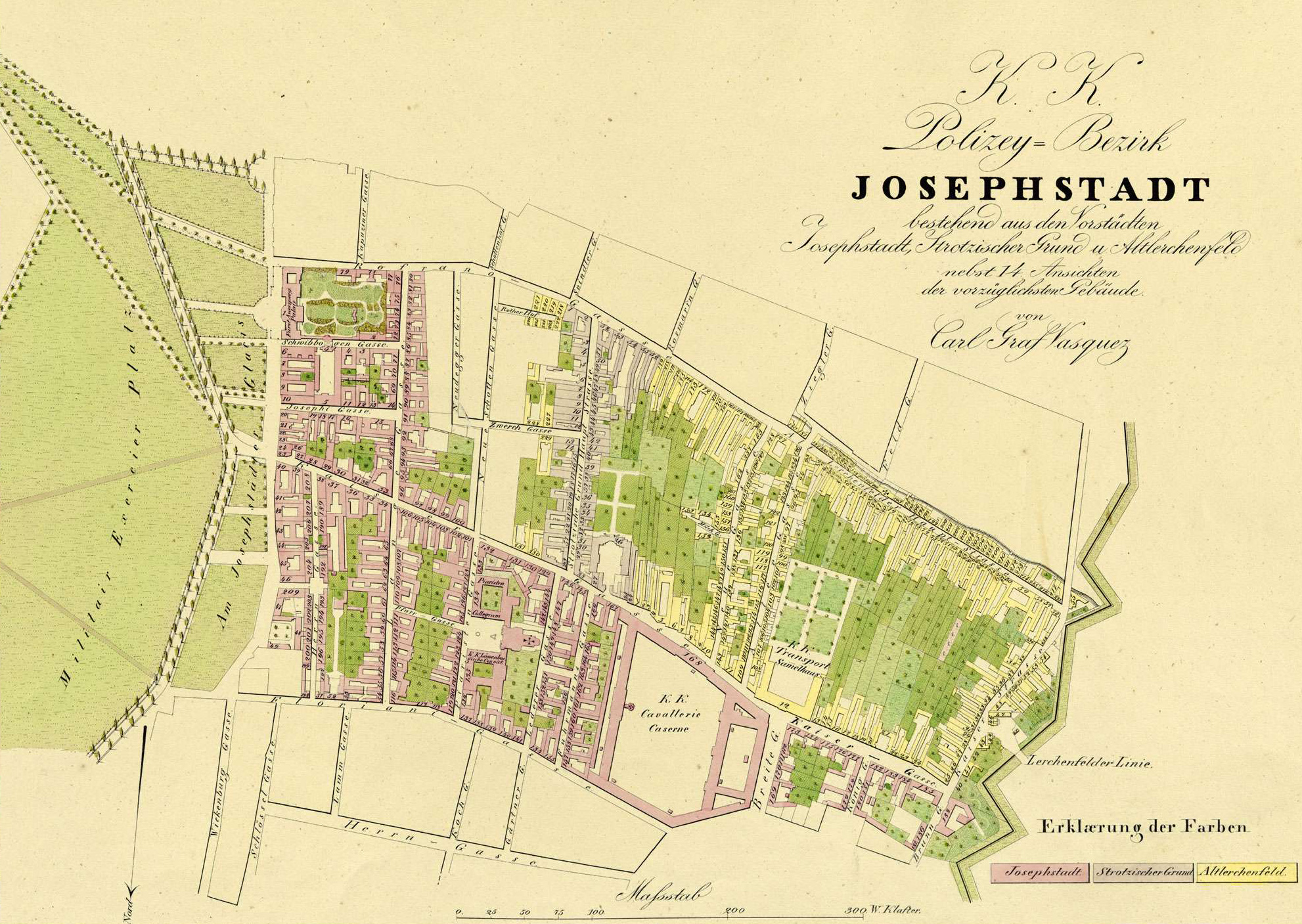
Plan du quartier de Josephstadt vers 1830, avec le tracé de la Josefstädter Straße

Jusqu'à la fin du XVIIe siècle, l'actuelle « Josefstädter Straße » était une route traversant des zones largement sous-exploitées. Ce n’est qu’après 1683 que des constructions initialement isolées commencèrent. De 1690 à 1778, elle s'appelait « Burggasse » ou « Burgtorstrasse », à l'extérieur de la Piaristengasse (de) « Obere Burgtorgasse », et de 1778 à 1862 « Kaisergasse ». Elle formait la frontière entre les faubourgs de Josefstadt, Sankt Ulrich (de), Strozzigrund (de) et Altlerchenfeld (de) jusqu'à leur incorporation à Vienne en 1850. Finalement, elle fut nommée Josefstädter Straße en hommage au faubourg du même nom.
Jusqu'en 1892, la Josefstädter Straße se terminait dans la Blindengasse ; la percée vers la Lerchenfelder Belt n'a pu avoir lieu qu'après la démolition du mur de ligne et de l'institut pour aveugles de la Blindengasse.
En 1788, le Theater in der Josefstadt fut construit au numéro 26 (le bâtiment actuel date de 1822).
De 1772 à 1903, la Josefstädter Kaserne (caserne de cavalerie) était située au 46-64 de la Josefstädter Straße. Après son abandon en 1910, elle fut démolie.
Le 11 décembre 1887, une ligne de tramway hippomobile fut ouverte dans la Josefstädter Straße. L'exploitation électrique a commencé en janvier 1897 dans le tronçon entre l'Albertgasse et la Blindengasse, et le 25 septembre 1901 dans les autres parties de la rue.

## Bâtiments remarquables et lieux de mémoire
La majorité des bâtiments datent de la période de l'historicisme viennois avec quelques bâtiments plus anciens. Dès le début, le Café Eiles (n°2) sur la droite. Un pâté de maisons plus loin, aux numéros 10-12, se trouvait la direction de l'usine à gaz de la ville (aujourd'hui un hôtel, mais toujours identifiable par deux lanternes à gaz montées). Au coin de Lange Gasse, à gauche, se trouve un ensemble de trois maisons de l'époque baroque ou période Biedermeier (n° 15, 17 et 19). Au bout du même pâté de maisons, à droite, se trouve le Théâtre der Josefstadt (n° 24-26). Sur la gauche, au numéro 39, se trouve l'aile historique de la rue, derrière laquelle se cache le baroque palais Strozzi. Le Café Hummel est établi au coin de l'Albertgasse et de la Josef-Matthias-Hauer-Platz. Enfin, la rue portant les numéros de maison 82 et 105 se termine au Lerchenfelder Belt.
La Josefstädter Straße est une rue commerçante avec un grand nombre de petits magasins ainsi que des restaurants.
La Josefstädter Straße dispose de peu d'espaces verts. Ce n'est qu'au début qu'il y a un petit espace paysager sur l'Auerspergstrasse. Un autre espace vert se trouve sur la Josef-Matthias-Hauer-Platz.

### Adresses notables
(Les immeubles historiques sont mis en évidence en gras)
- N° 2 Café Eiles, situé dans une maison Biedermeier tardive, résidence de Friedrich Hebbel de 1846 à 1850
- N° 11 Au serpent vert, à la belle bergère - maison Biedermeier tardive
- N° 15 Gasthaus Zur goldenen Schale - maison de ville datant d'environ 1700. Modifiée au XIXe siècle.
- N° 17 Aux Quatre Moules - bâtiment résidentiel et commercial avec une façade historique ancienne ; 1874 maison de Gottfried Keller, lieu de naissance de Karl von Frisch
- N° 19 Zum Blumenstock – maison de location de 1789, remaniée en 1836
- N°21 ancien atelier de Gustav Klimt
- N° 24-26 Théâtre in der Josefstadt
- N°32 Maison classique (1788-1790)
- N°37 Immeuble d'habitation Biedermeier (1772)
- N°39 Palais Strozzi
- N° 43-45 L'appartement de Kurt Gödel lors de sa découverte du théorème d'incomplétude
- N°66 Café Hummel ; Le bâtiment précédent de la maison de location, construit en 1895, était la maison et la maison de décès du compositeur Philipp Fahrbach l'Ancien.
- N° 76 Immeuble d'habitation avec décoration de façade dans le style de la Wiener Werkstätte
- N° 80 Siège de la Compagnie d'Assurance des Agents Publics, des Chemins de fer et des Mines
- N° 93-97 Immeuble d'habitation de 1963 avec trois reliefs en béton classés sur la façade

## Galerie

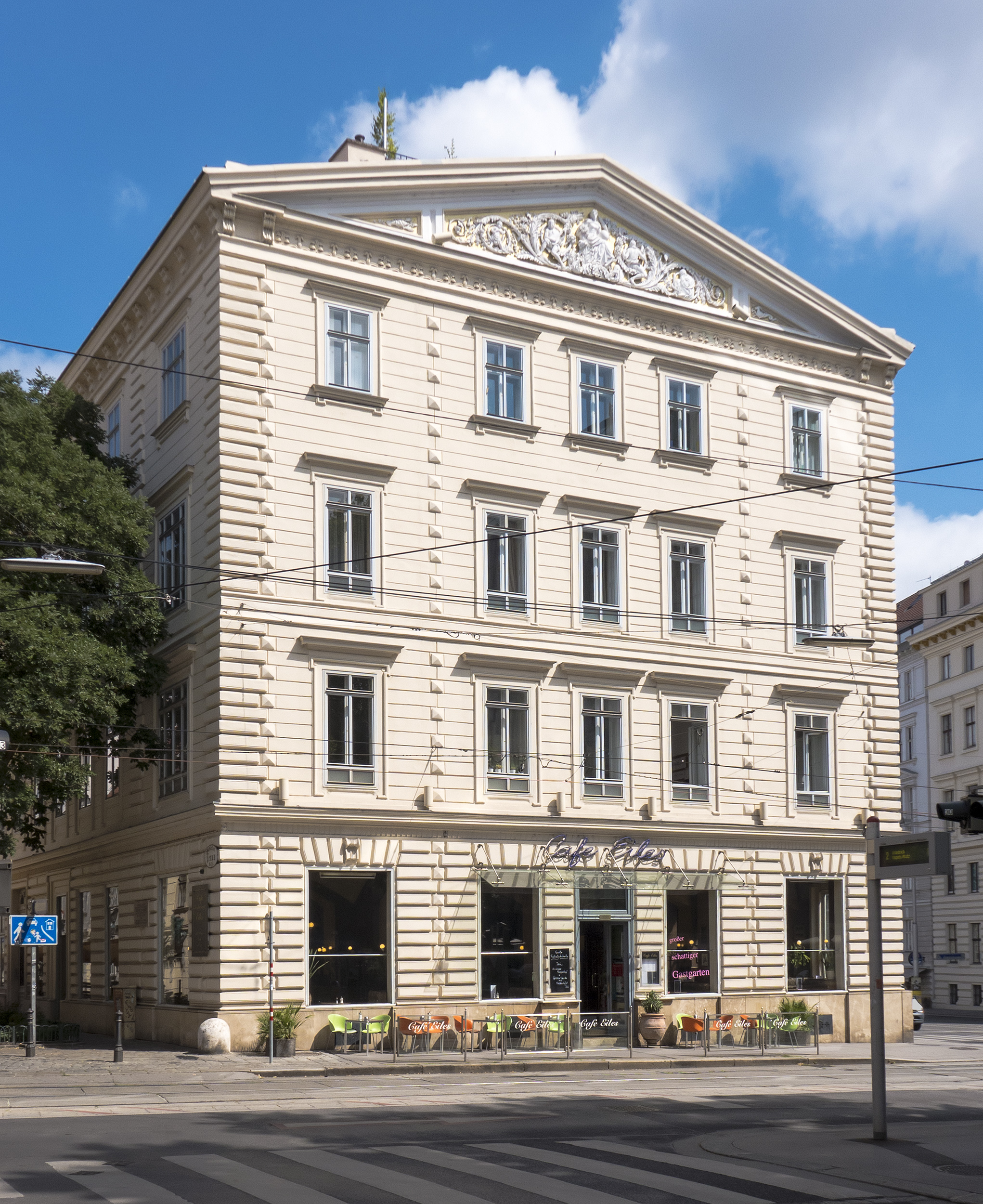
N° 10 – Lanternes à gaz dans l'ancien siège de l'usine à gaz de Vienne
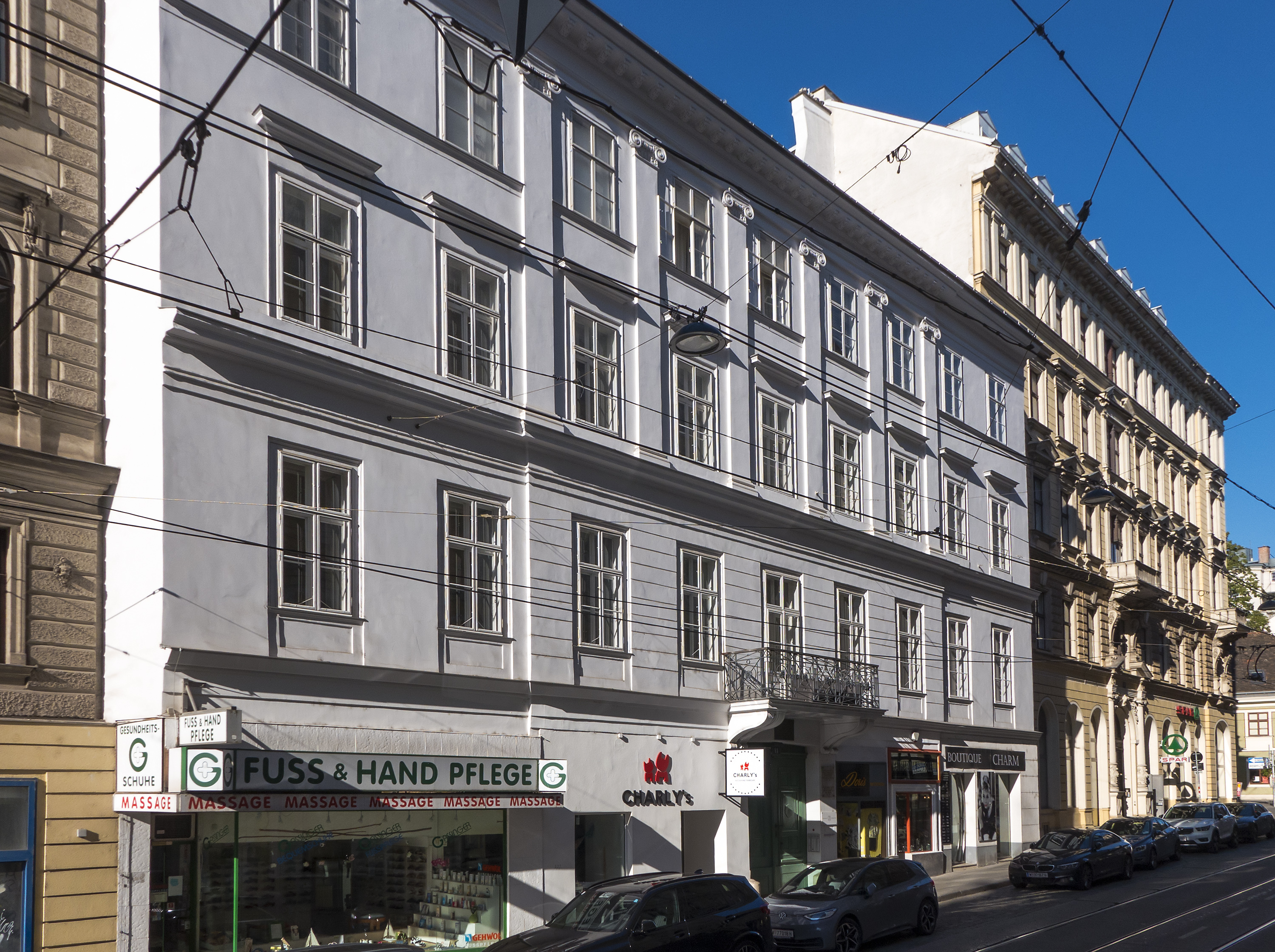
N°15 (identique : Lange Gasse 33)
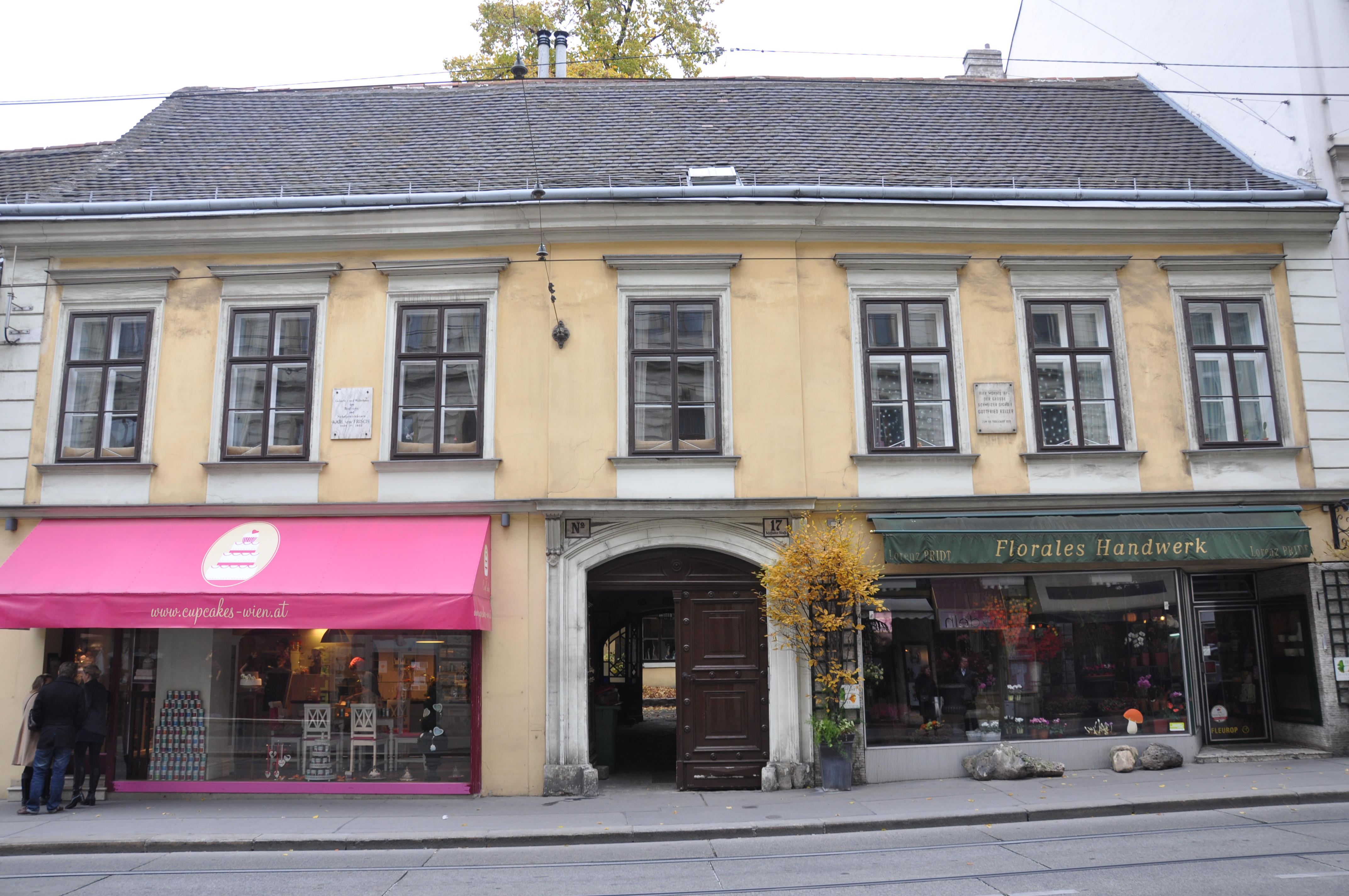
N°19
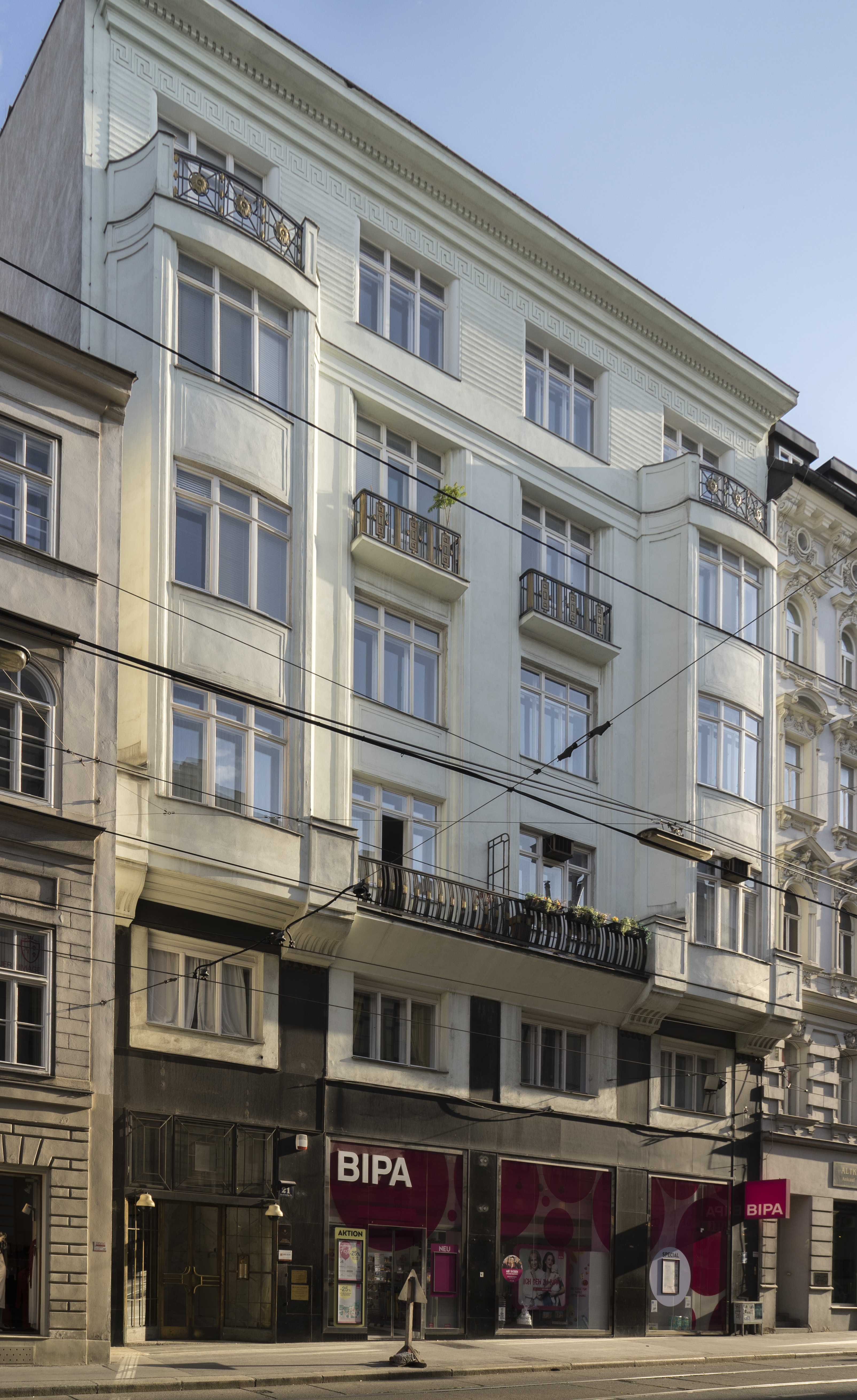
N°21, maisonSécession
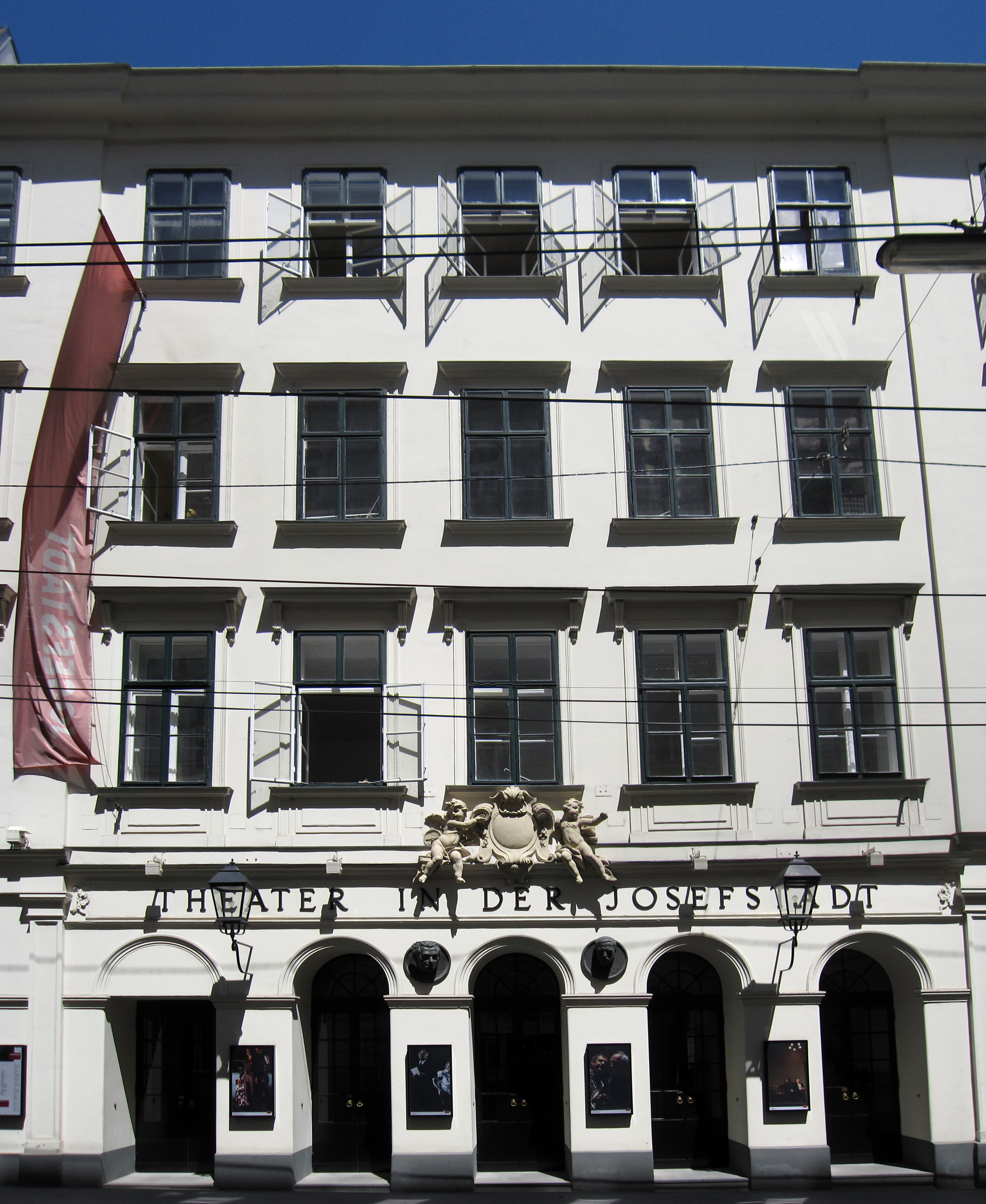
N° 24-26, Théâtre der Josefstadt
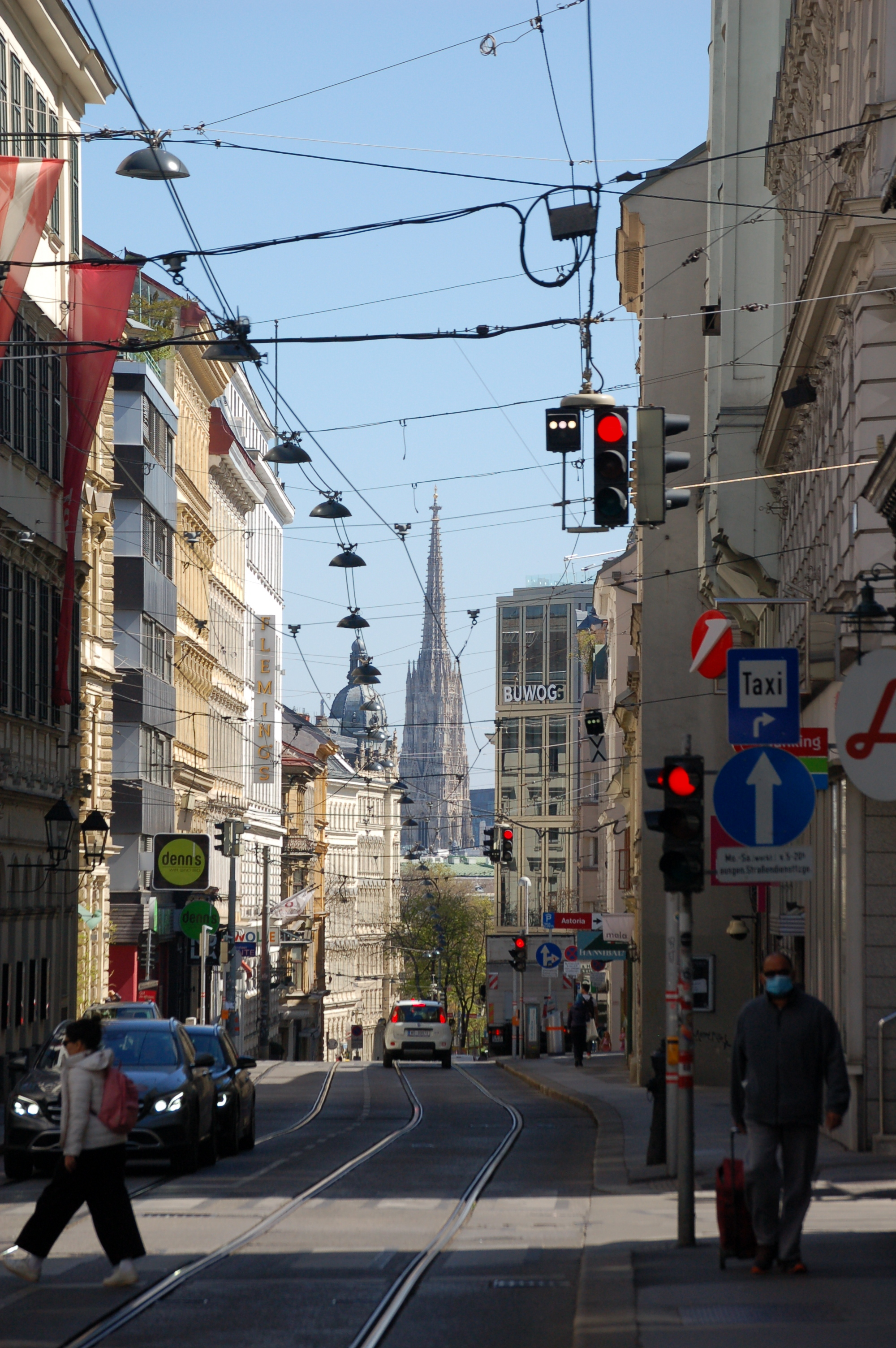
Dans la Piaristengasse, directement depuis la cathédrale Saint-Étienne
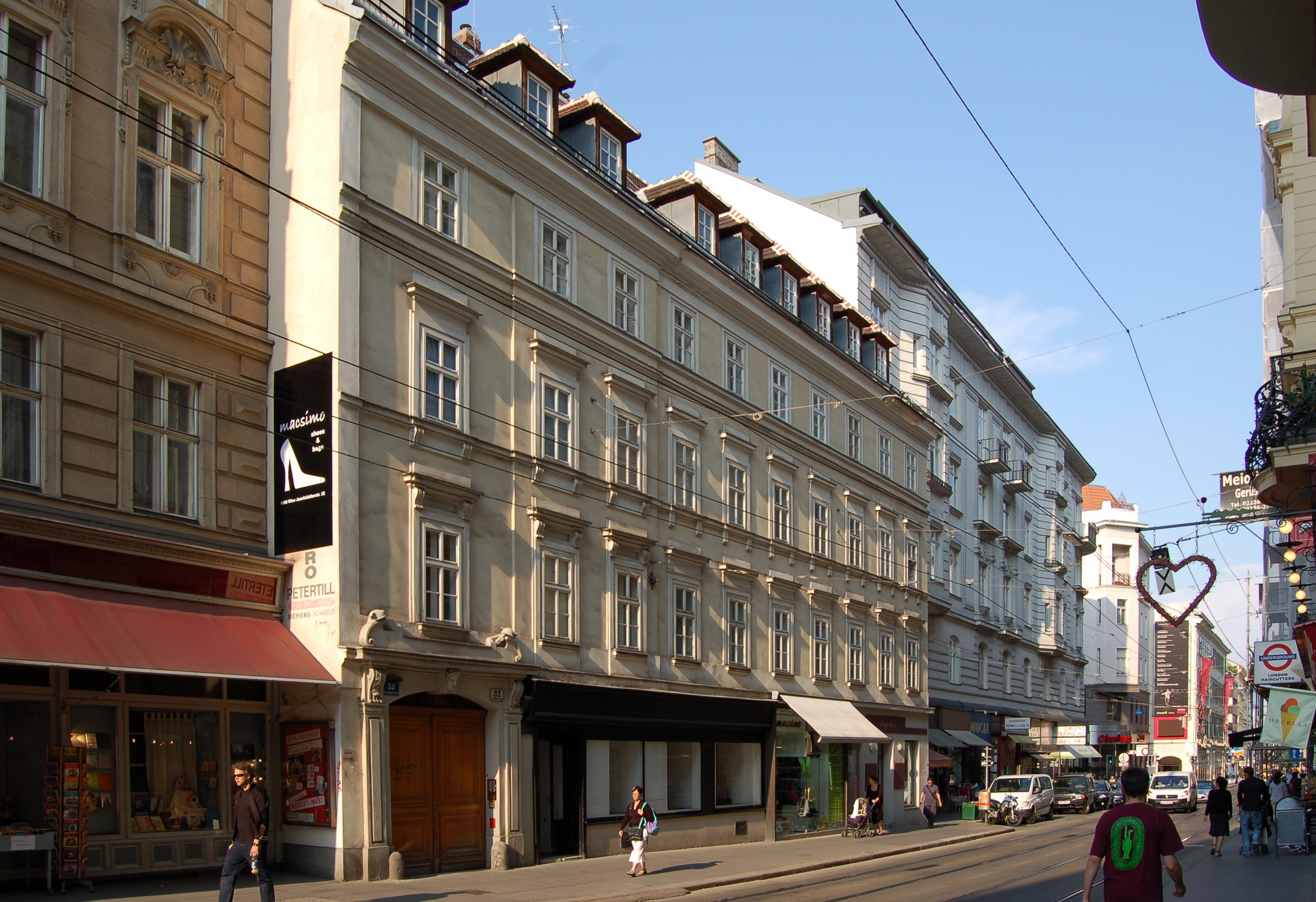
Vue depuis la Strozzigasse vers la ville
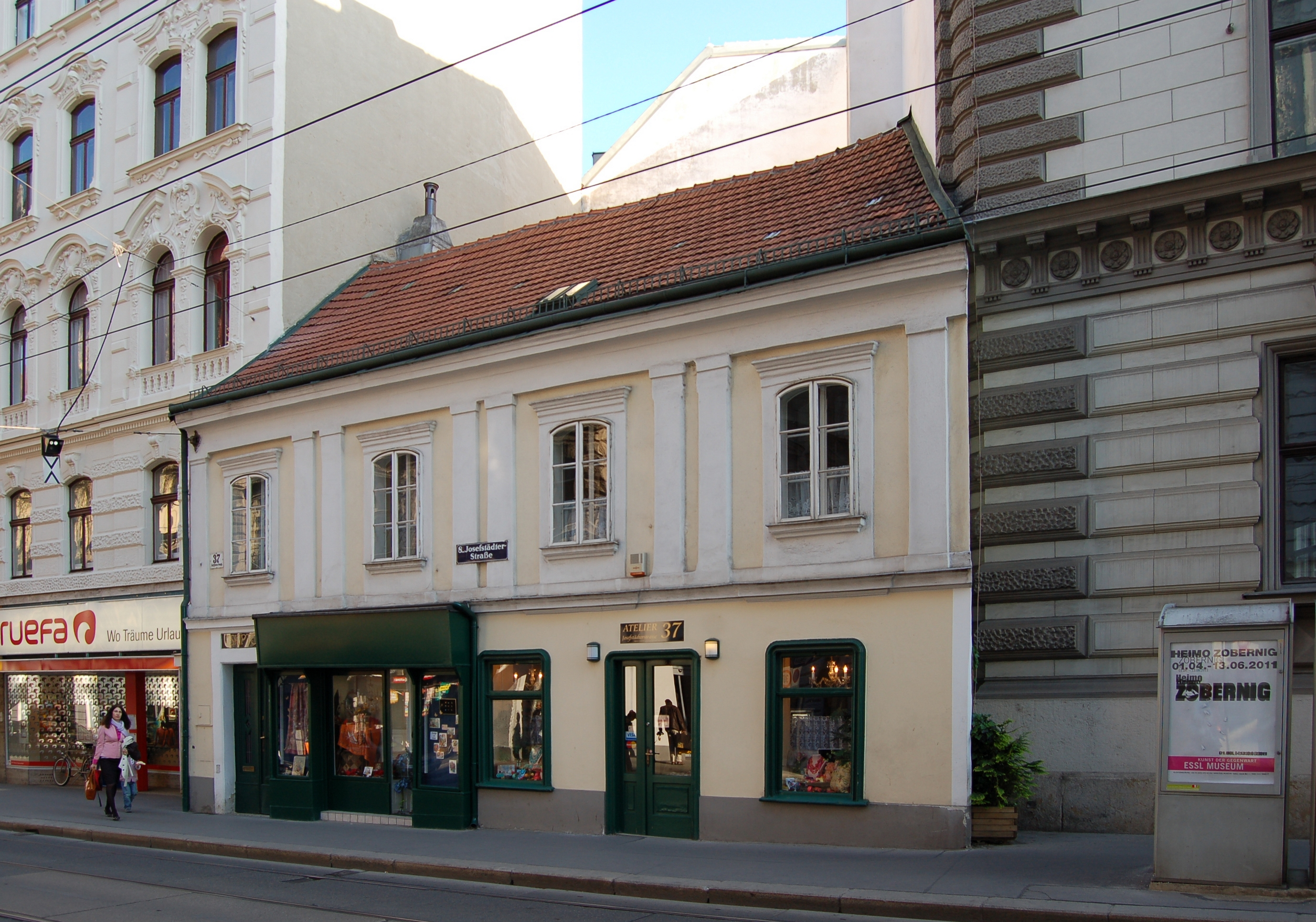
N°37
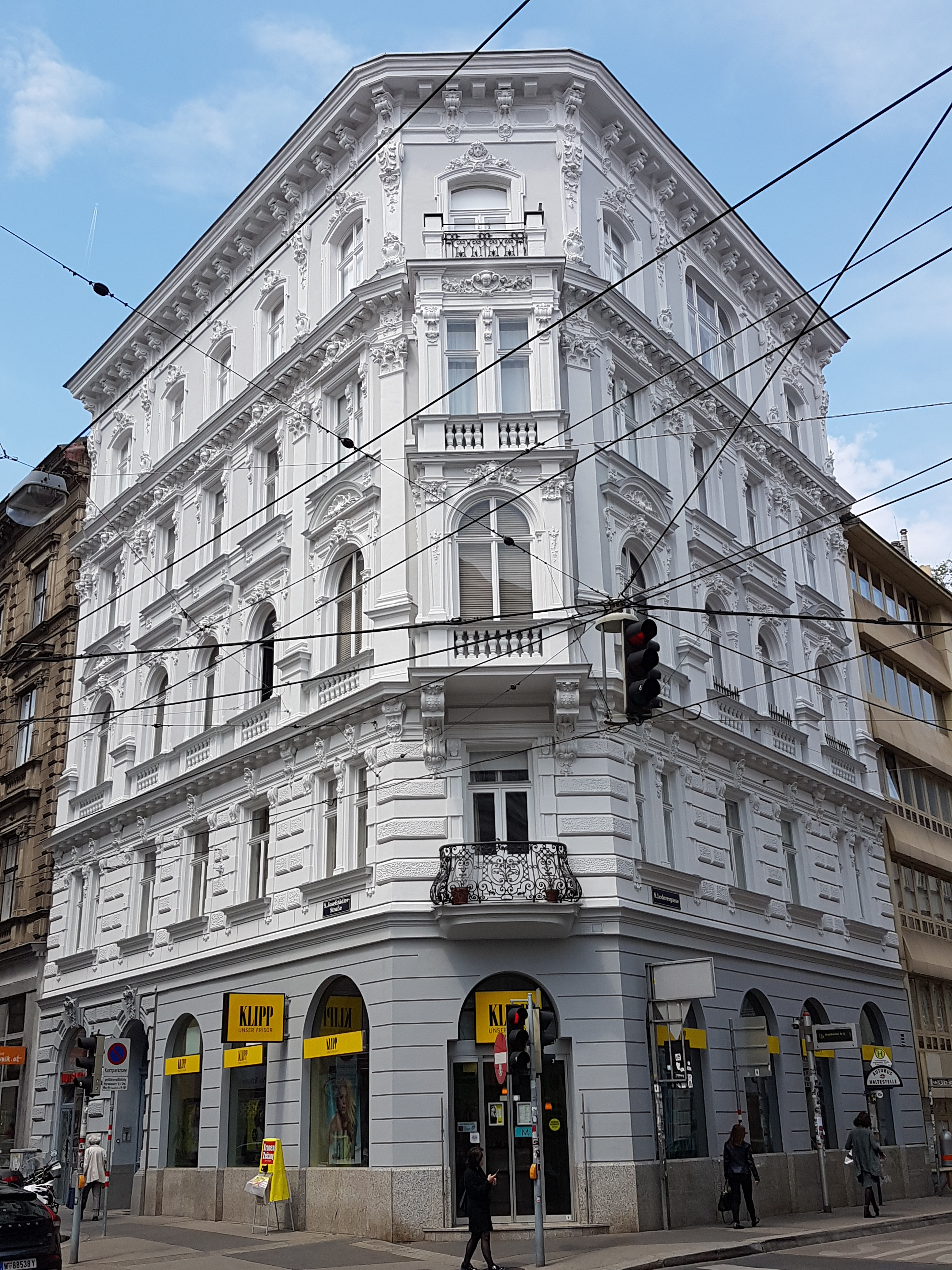
N° 38 (au coin de la Lederergasse), immeuble d'habitation historiciste
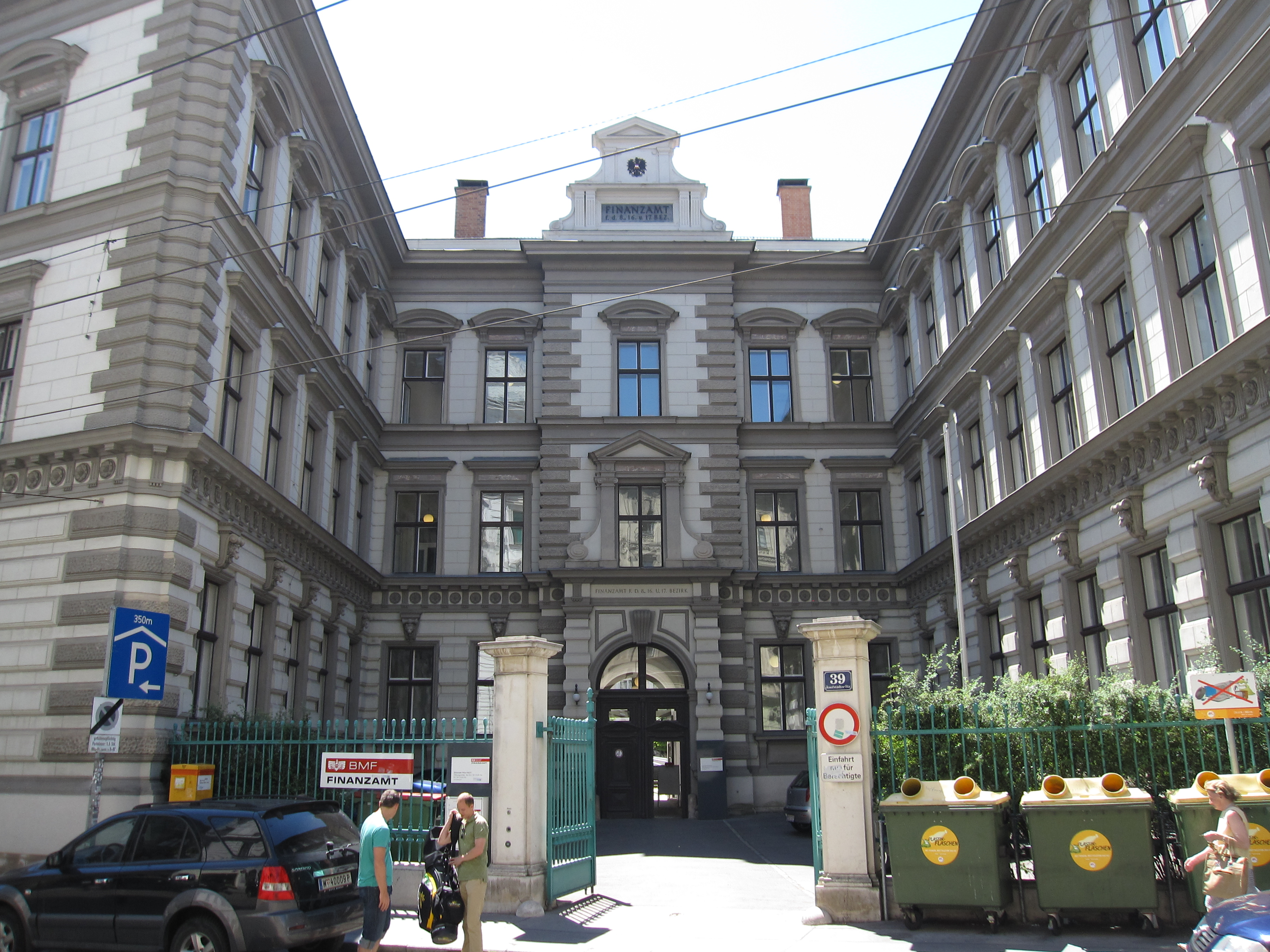
N°39, aile de la rue du Palais Strozzi
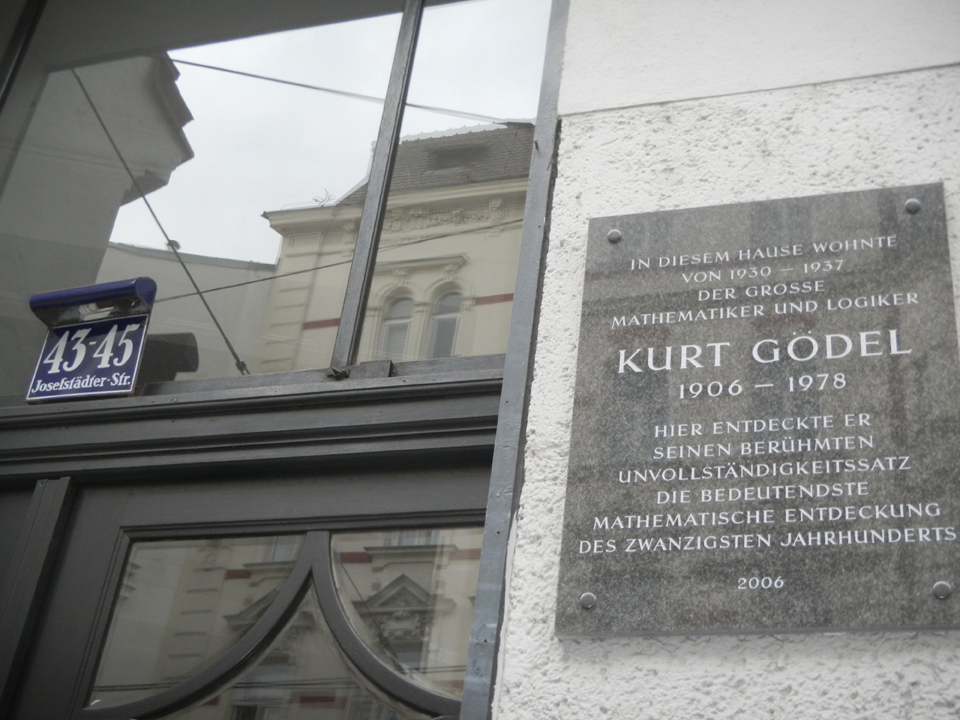
N° 43-45, Gödel a découvert ici son théorème d'incomplétude
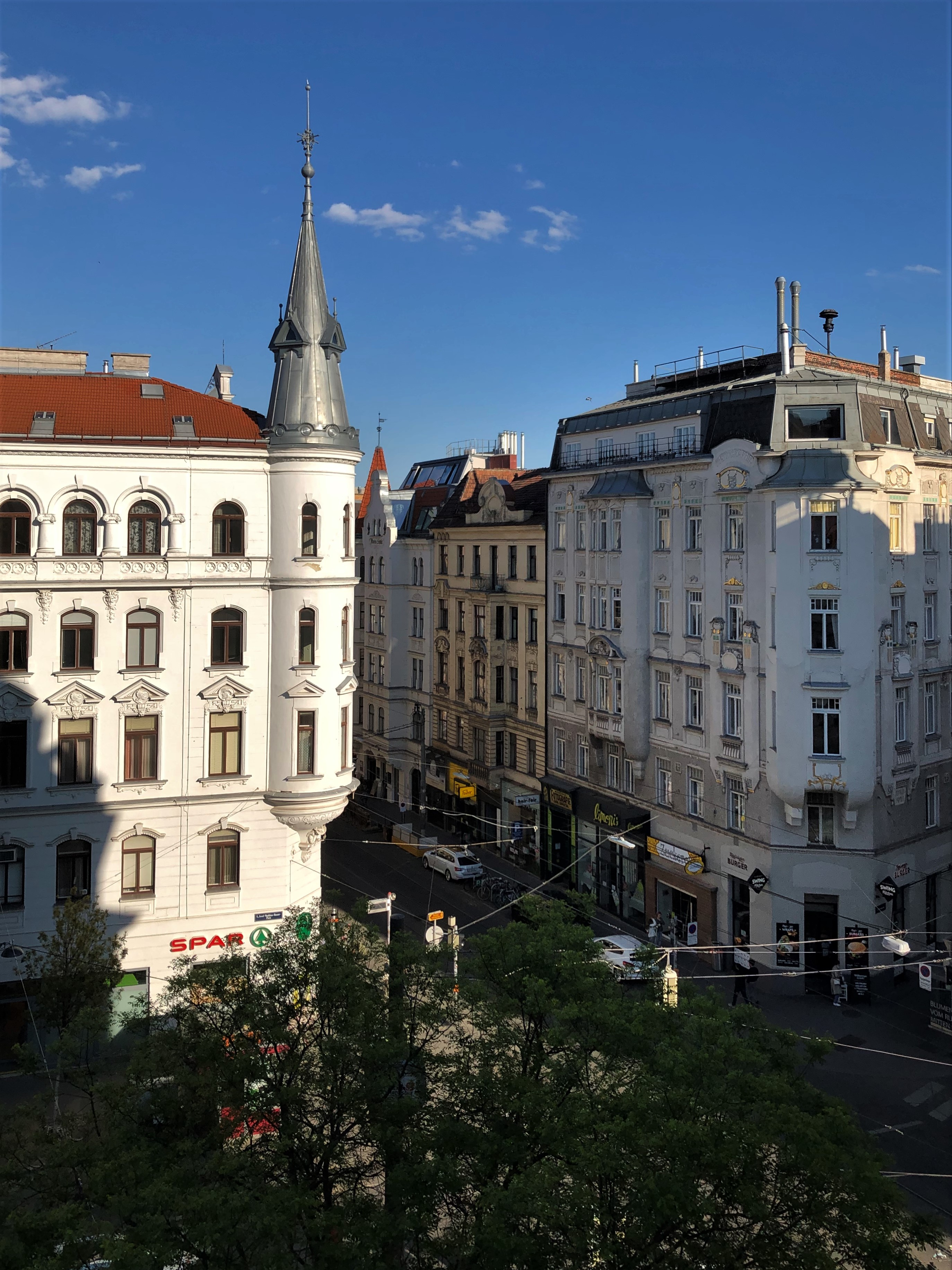
À l'Albertgasse
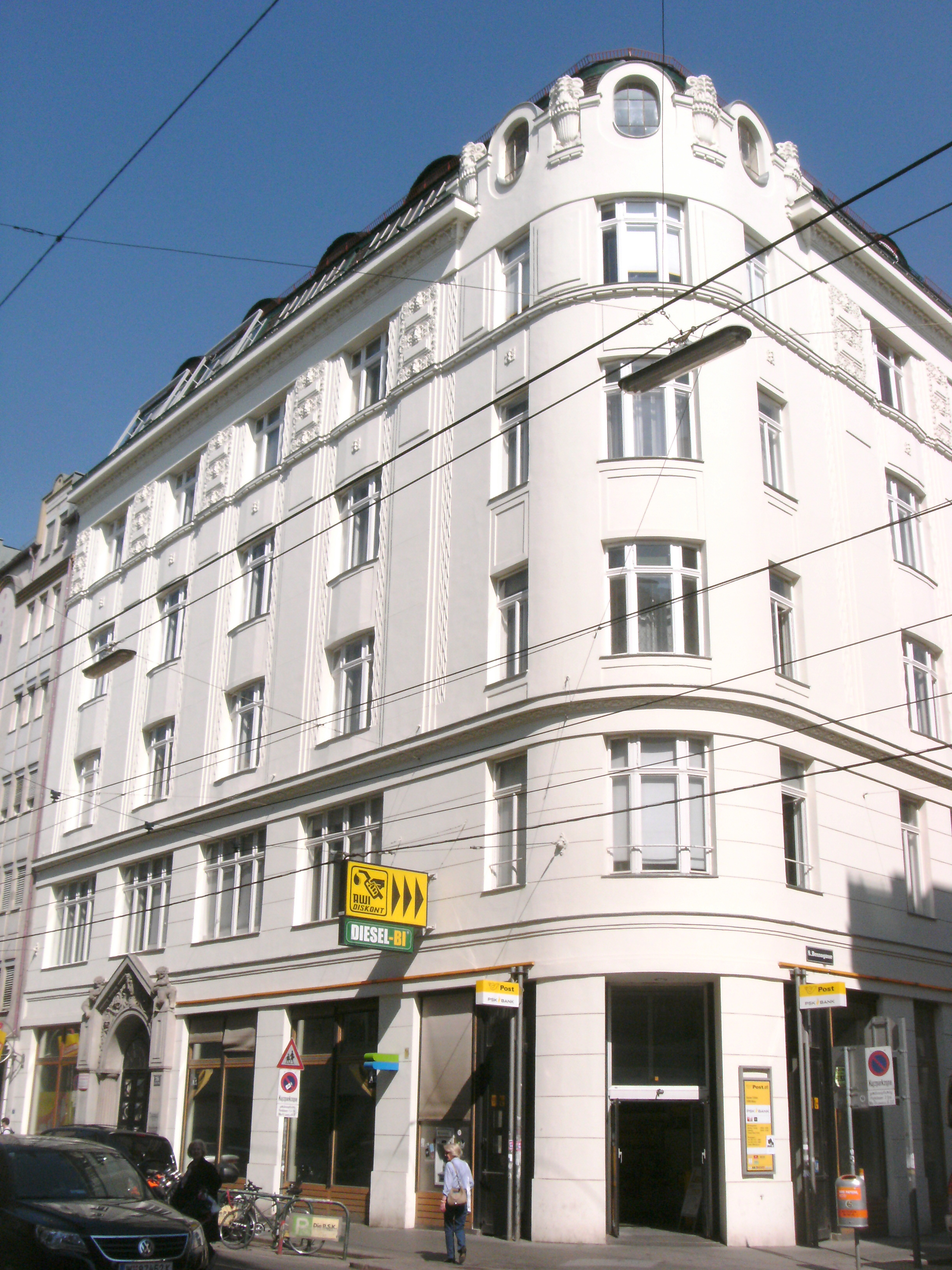
N°76
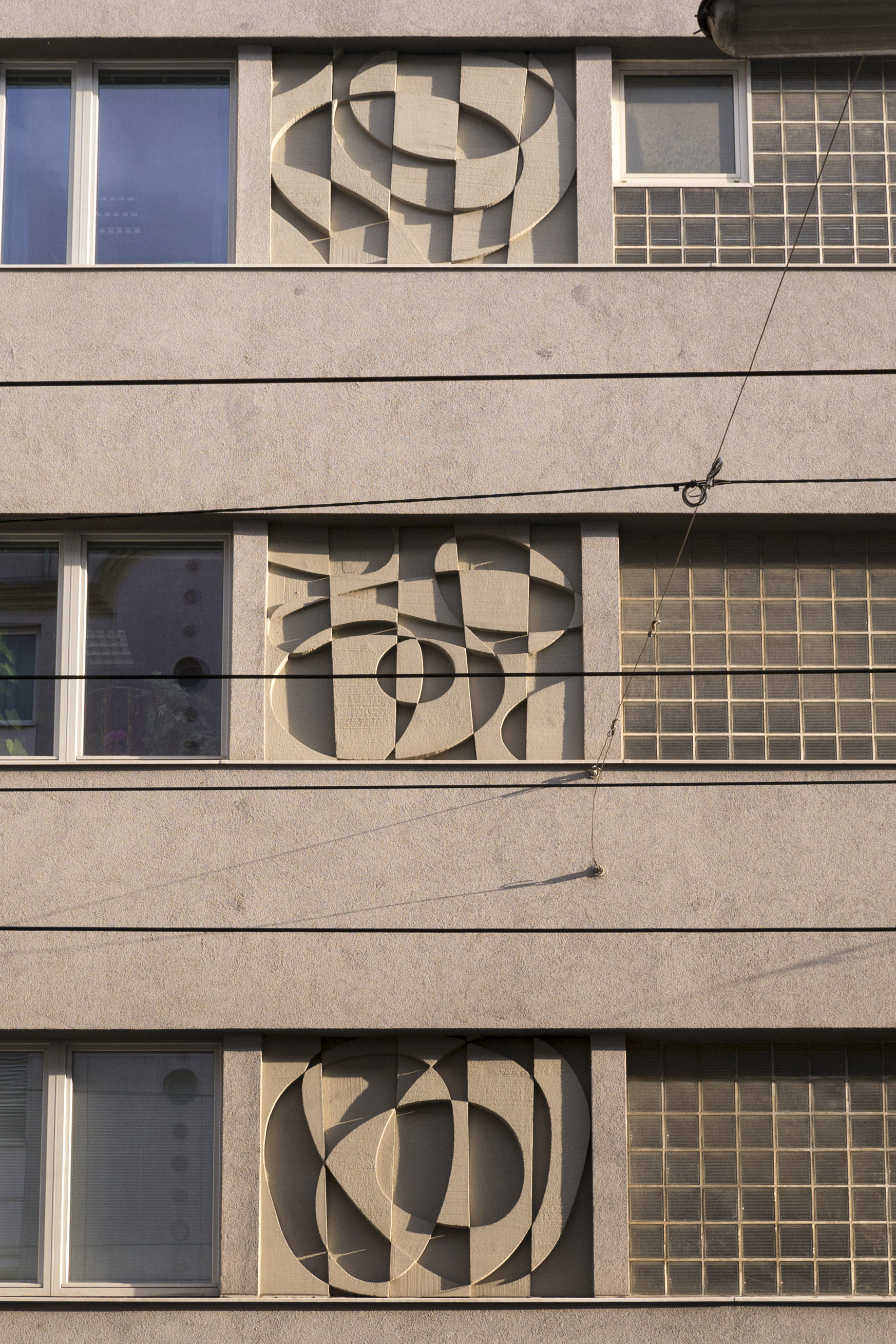
N° 93-97, décoration de façade

## Liens web
Représentation en plan de la Josefstädter Straße dans OpenStreetMap